# Vuurduin
Vuurduin is een vuurtoren die op het Vuurboetsduin op het Nederlandse Waddeneiland Vlieland staat.

## Beschrijving
De gietijzeren rode toren is oorspronkelijk de bovenbouw van de lage vuurtoren van IJmuiden uit 1877-1878 naar ontwerp van Quirinus Harder. De bovenste verdiepingen met het lichthuis werden in 1909 op het eiland geplaatst. Het lichtbaken staat op het Vuurboetsduin, een van de hoogste duinen van Nederland. De vuurtoren is zelf maar 16,8 meter hoog, maar door de hoge ligging op de duin van 42 meter schijnt de toren 54 meter boven de zeespiegel. In 1929 is naast de vuurtoren een uitkijkpost op palen gebouwd. In 1973 is de gloeilamp van de vuurtoren vervangen door drie kwiklampen. In 1986 is het lichthuis geheel vernieuwd. De oude koepel doet tegenwoordig dienst als kiosk op een midgetgolfbaan op het eiland.
Het licht van de vuurtoren brandt twee seconden en is daarna twee seconden uit. De lampen en de lenzen staan stil, er draait een soort gordijn dat het licht elke twee seconden afschermt, de toren is dus eigenlijk een groot zwaailicht.
Voor de bouw van de metalen vuurtoren bevond zich op deze plek een ronde stenen toren die in 1836 gebouwd is en was ontworpen door Jan Valk. Voor de bouw daarvan was er een baken op houten palen. De oudst bekende verwijzing naar het baken van Vlieland is van 1462.
Sinds 1990 is de vuurtoren open voor toerisme. In de vuurtoren is tijdens openingstijden een vuurtorenwachter aanwezig, hoewel de vuurtoren zelf geheel automatisch werkt. Er worden rondleidingen gegeven en in de uitkijkpost naast de vuurtoren zijn souvenirs te koop. Daarnaast wordt de toren gebruikt als trouwlocatie.
De gietijzeren trap naar het panoramadak telt 49 treden, inclusief opstapje. De lamp bevindt zich nog 9 treden hoger.

## Zie ook

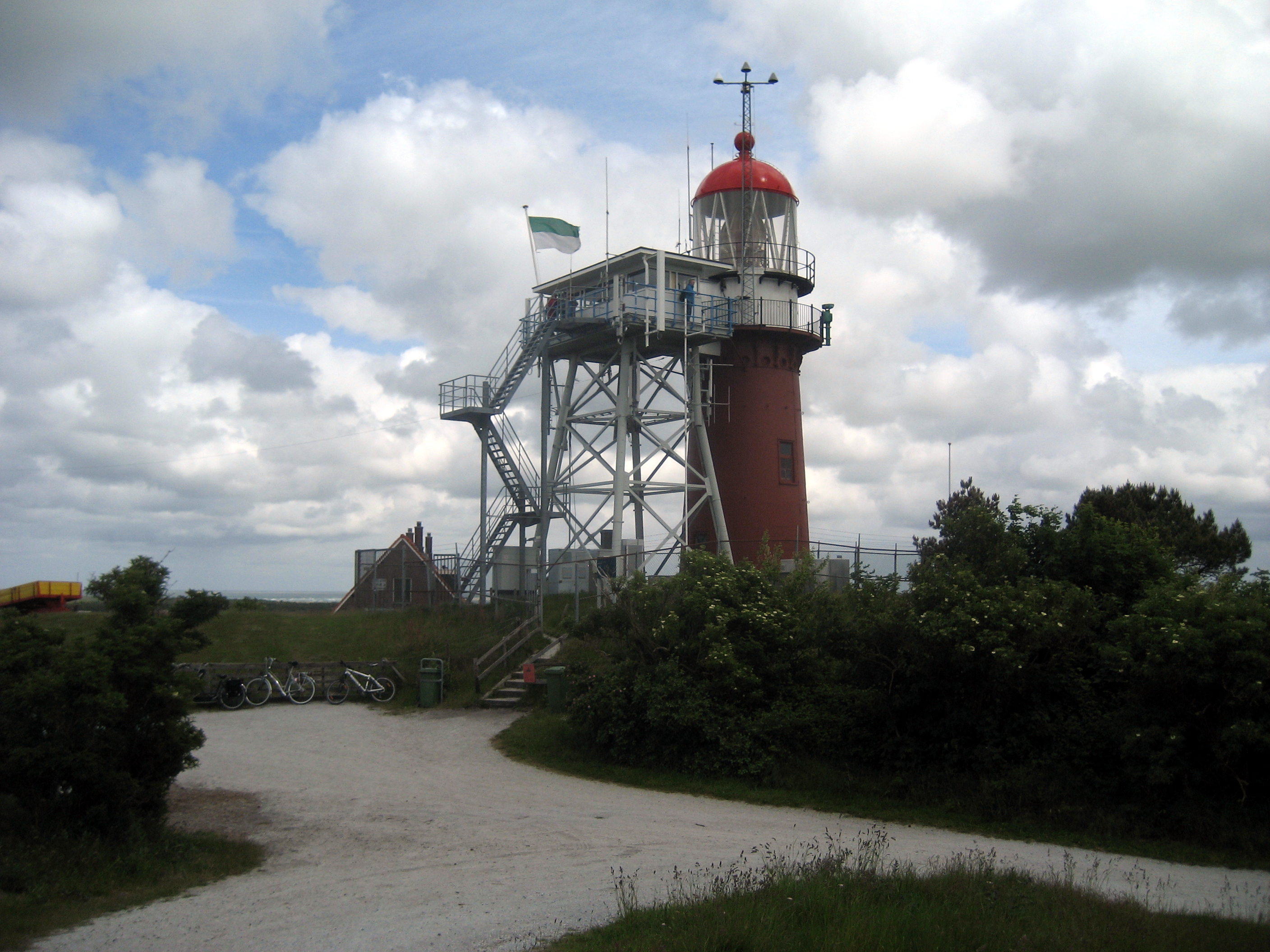
De Vuurduin
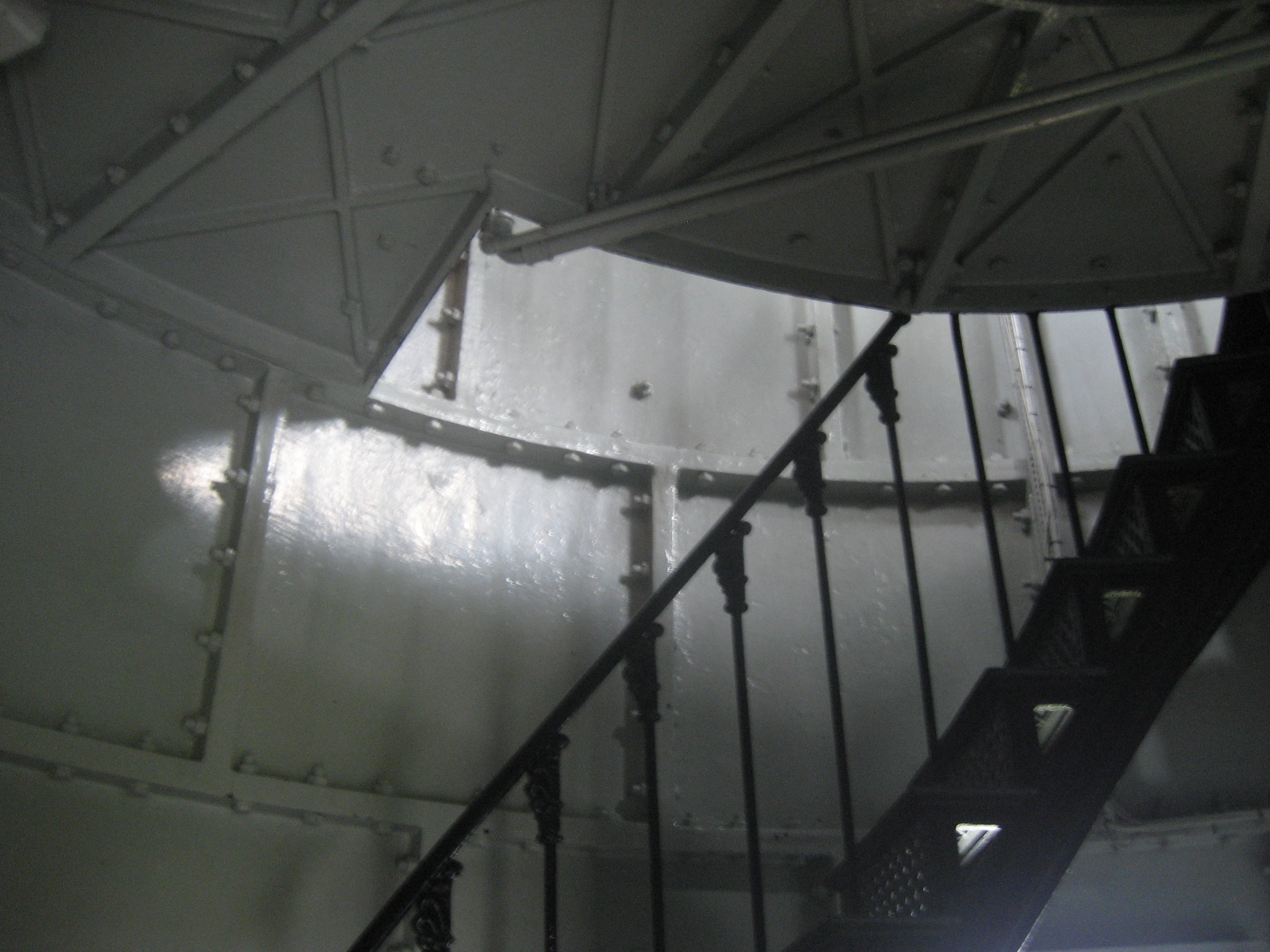
Trap omhoog in de vuurtoren
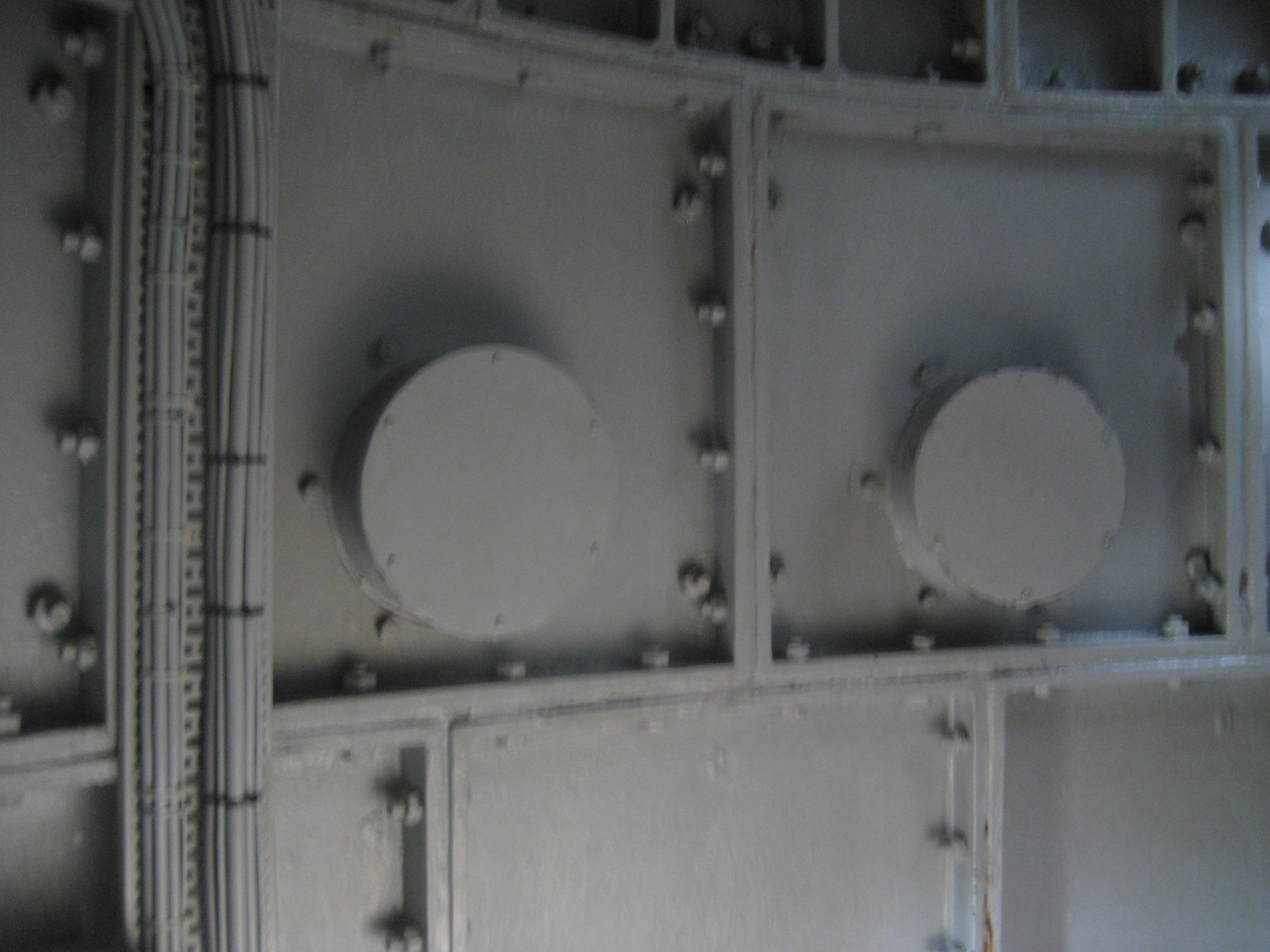
Gietijzeren binnenwand
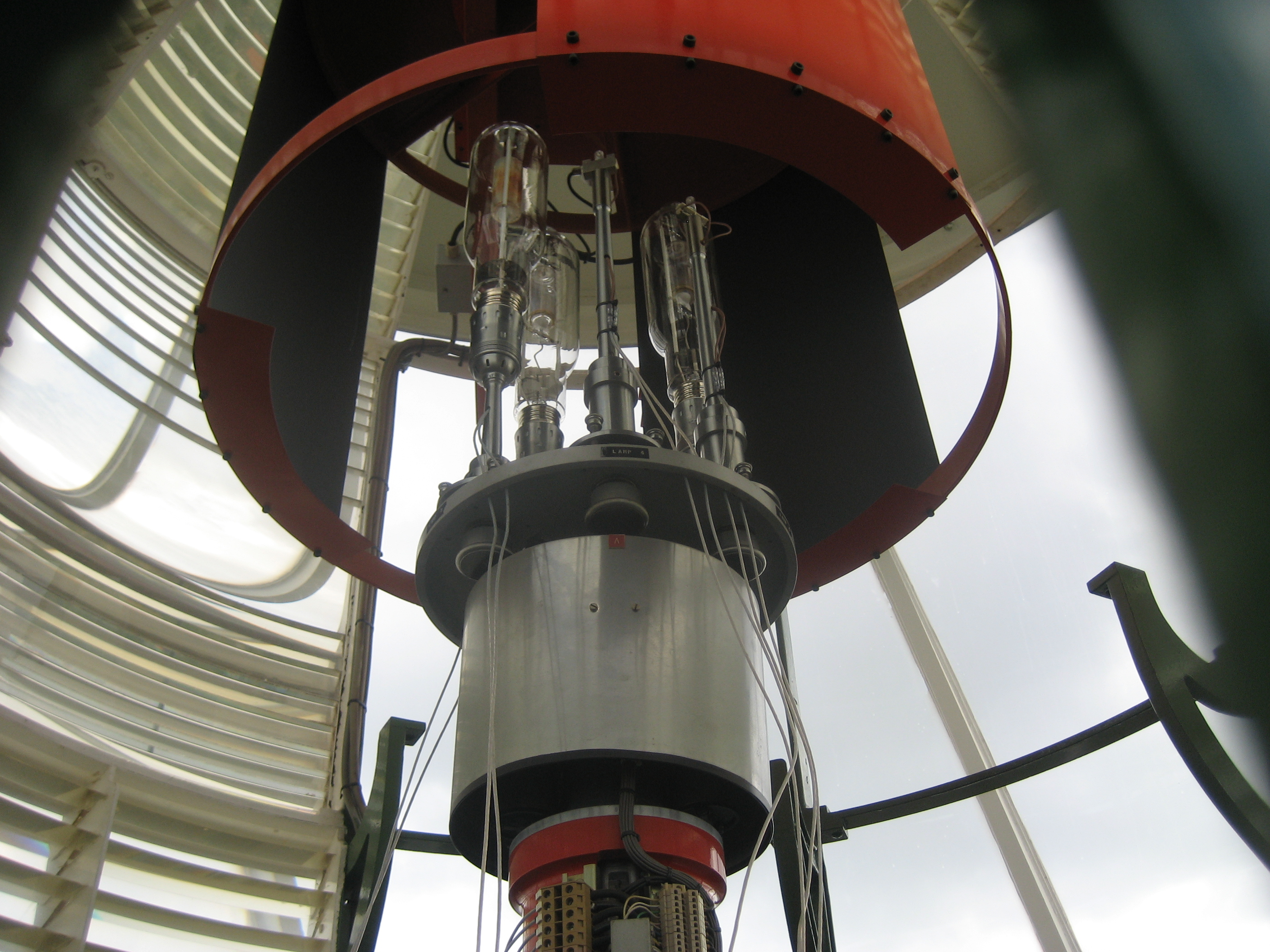
De lichten
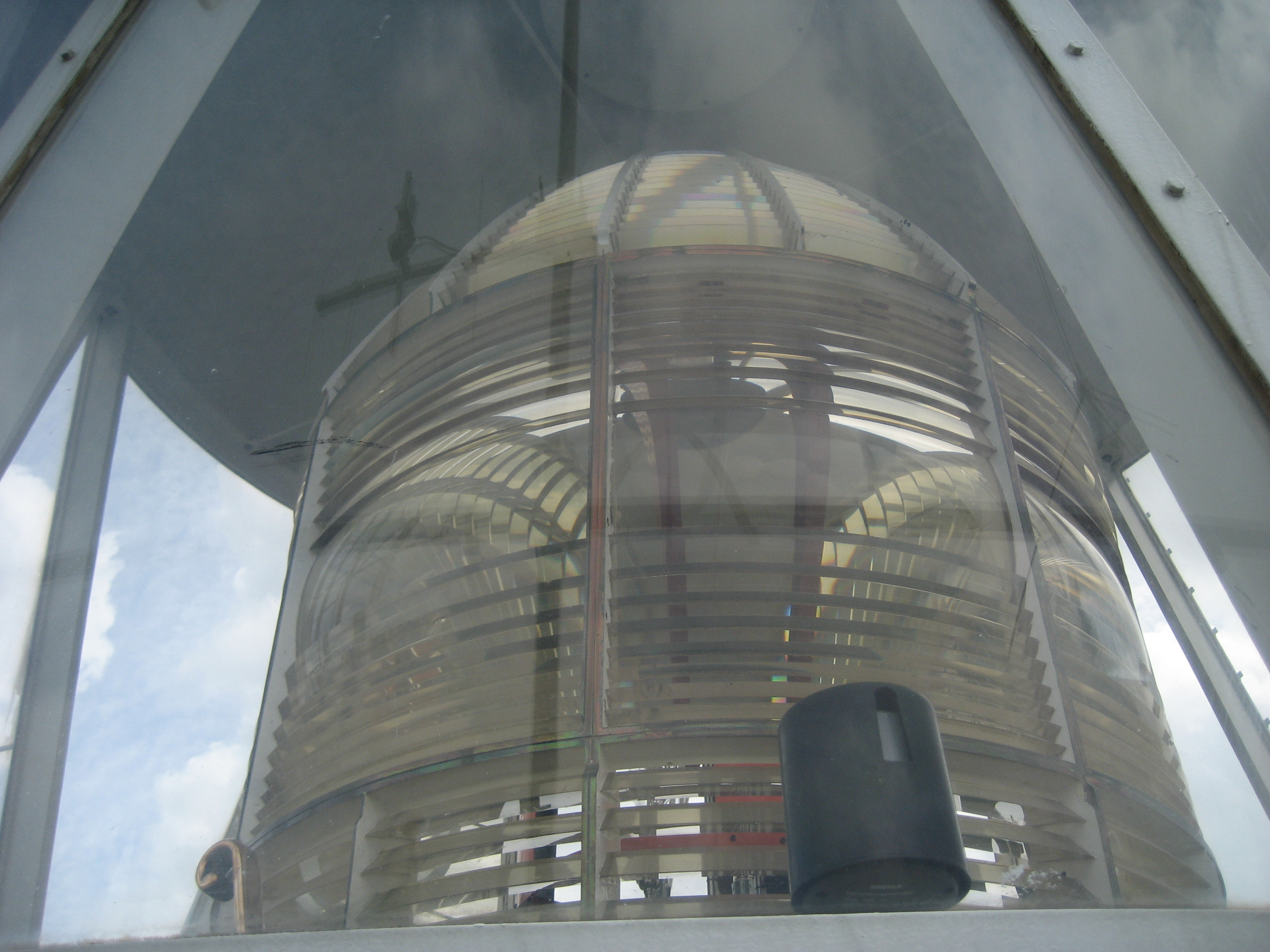
Glaskoepel van de vuurtoren
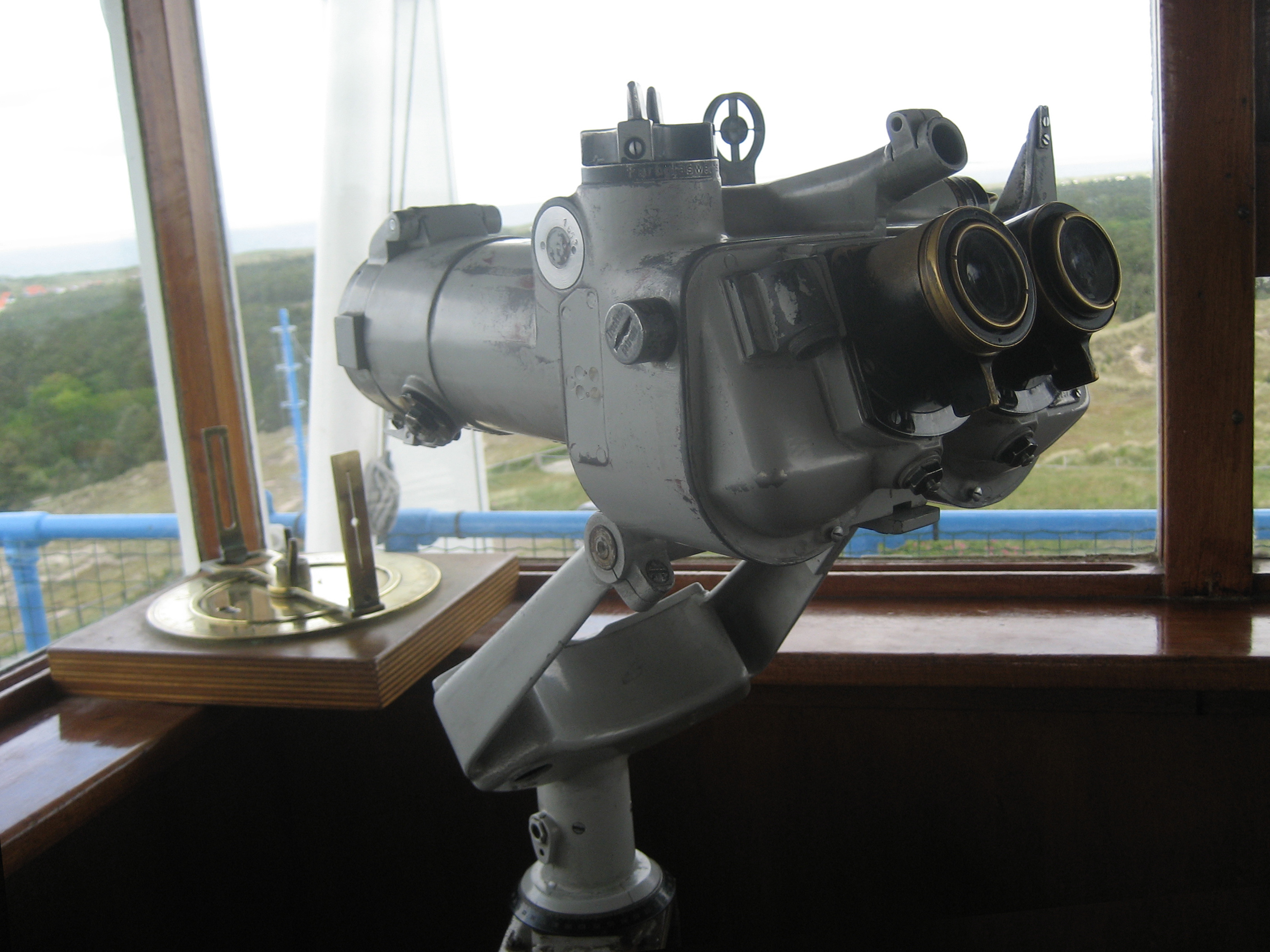
Verrekijker in de vuurtoren